# St. Georgen am Reith
St. Georgen am Reith é um município da Áustria localizado no distrito de Amstetten, no estado de Baixa Áustria.